# Karl XII (pjäs)
Karl XII (alternativ stavning "Carl XII") är en pjäs av August Strindberg från 1901. Pjäsen hör till Strindbergs historiska dramer och skildrar den svenske kungen Karl XII i slutskedet av hans liv.
Bland rollfigurerna finns Karl XII, Ulrika Eleonora, Görtz, Arvid Horn, Karl Gyllenborg, Emerentia Polhem och Emanuel Swedenborg.